# A New York Cowboy
A New York Cowboy è un cortometraggio muto del 1911 diretto da Joseph A. Golden.

## Produzione
Il film fu prodotto dalla Selig Polyscope Company.

## Distribuzione
Distribuito dalla General Film Company, il film - un cortometraggio in una bobina - uscì nelle sale cinematografiche statunitensi il 29 agosto 1911.